# Benoît Rivière

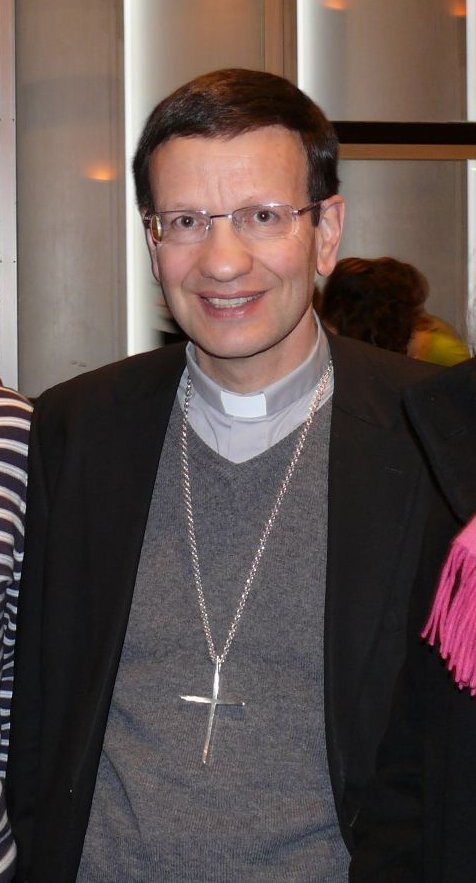
Benoît Rivière (2009)

Bischofswappen

Benoît Marie Pascal Rivière (* 14. September 1954 in Brive, Département Corrèze, Frankreich) ist ein französischer Geistlicher und römisch-katholischer Bischof von Autun.

## Leben
Der Erzbischof von Marseille, Roger Kardinal Etchegaray, spendete Benoît Rivière am 23. Mai 1983 in der Klosterkirche Saint-Victor in Marseille die Diakonenweihe. Das Sakrament der Priesterweihe spendete ihm Kardinal Etchegaray am 18. September desselben Jahres in der Kathedrale von Marseille.
Papst Johannes Paul II. ernannte ihn am 14. Dezember 2000 zum Titularbischof von Aquae Albae in Mauretania und zum Weihbischof in Marseille. Die Bischofsweihe spendete ihm der Erzbischof von Marseille, Bernard Panafieu, am 18. Februar 2001; Mitkonsekratoren waren Jean-Pierre Ricard, Erzbischof von Bordeaux, und Dominique Rey Comm. l’Emm., Bischof von Fréjus-Toulon. Als Wahlspruch wählte er Ma grâce te suffit (deutsch: Meine Gnade genügt dir., 2 Kor 12,9 ).
Am 8. April 2006 ernannte ihn Papst Benedikt XVI. zum Bischof von Autun. Die Amtseinführung fand am 30. April desselben Jahres statt.
Vom 3. Januar 2023 bis zum 2. Juni 2024 verwaltete er zusätzlich das vakante Bistum Nevers als Apostolischer Administrator.